# Telenassa gaujoni
Telenassa gaujoni är en fjärilsart som beskrevs av Paul Dognin 1888. Telenassa gaujoni ingår i släktet Telenassa och familjen praktfjärilar. Inga underarter finns listade i Catalogue of Life.